# Кріоелектроніка
Кріоге́нна електро́ніка — напрямок електроніки, що охоплює дослідження при кріогенних температурах (нижче 120 К) специфічних ефектів взаємодії електромагн. поля з носіями зарядів в твердому тілі і створення електронних приладів і пристроїв, що працюють на основі цих ефектів, — кріоелектронних приладів.

## Історична довідка
Застосування кріогенних температур в електроніці в пром. масштабах почалося в 50-х рр. 20 ст. в США та ін. країнах, коли були отримані важливі для радіоелектроніки практичні результати досліджень низькотемпературних явищ в твердому тілі і досягнуто успіхів в розробці малогабаритних, економічних і надійних систем охолодження.
Істотну роль у розвитку К. зіграли потреби радіоастрономії і косміч. зв'язку в радіотелескопах і земних станціях з високочутливими приймальними трактами, за допомогою яких можна було б компенсувати загасання радіохвиль при розповсюдженні на протяжних трасах. Застосування кріогенного обладнання дозволило знизити власні теплові шуми вхідних кіл радіоелектронних схем, призначених для роботи при малому співвідношенні сигнал-шум. У СРСР результатом комплексних досліджень властивостей охолодженого твердого тіла стало створення в 1967 системи земних станцій космічного зв'язку «Орбіта» для прийому програм Центрального телебачення через супутник зв'язку «Молния» в діапазоні частот близько 1 ГГц. У складі приймальної апаратури земних станцій застосовувався багатокаскадний широкосмуговий малошумлячий параметрич. підсилювач, перші каскади якого охолоджувалися рідким азотом.
Важливим етапом у розвитку К. з'явилися розробка в СРСР першого у світі приймача субміліметрового діапазону довжин хвиль із гелієвим охолодженням і його успішні випробування в 1978 на борту н.-д. комплексу «Салют-6» — «Союз-27».
Встановлений у 1979 на радіотелескопі АН СРСР (РАТАН-600) кріоелектронний радіометр вивів цей
радіотелескоп у розряд одного з найбільш чутливих у світі й дозволив на порядок збільшити обсяг
інформації про радіовипромінювання Галактики. У 1984-86 в процесі реалізації багатоцільового міжнародного проекту «Венера — комета Галлея» кріоелектронний параметрич. підсилювач у складі радіоприймальної апаратури забезпечив прийом  із відстані більше 100 млн км радіолокаційного зображення планети Венера й великомасштабних телевізійних зображень комети Галлея з космічних апаратів «Венера-15», «Венера-16», «Вега-1» і «Вега-2».

## Основні розділи кріоелектроніки
Сучасна К. — комплексна область знань, що включає наступні осн. розділи:
- кріоелектронне матеріалознавство, яке охоплює створення матеріалів для К. і дослідження їх електрофіз. властивостей;
- К. НВЧ (в тому числі інтегральна), що розробляє кріоелектронні прилади НВЧ на основі об'ємних активних і пасивних елементів, а також кріоелектронні інтегральні схеми;
- надпровідникова К., пов'язана із створенням кріоелектронних приладів, що працюють на основі таких явищ, як надпровідність, Ефект Джозефсона, квантування магн. потоку в однозв'язних надпровідниках;
- інтегральна К. для обчисл. техніки, що використовує перераховані та ін. явища в плівкових структурах для створення ІС, елементів пам'яті великої місткості, швидкодіючих перемикачів та ін. приладів для ЕОМ на основі надпровідних елементів, охолоджуваних транзисторних структур;
- інфрачервона К. для створення кріоелектронних блоків і систем, що працюють в діапазоні ІЧ хвиль.

## Фізичні основи кріоелектроніки
Дія кріоелектронних приладів засноване на різних фіз. явищах і ефектах, що відбуваються в надпровідниках, НП, провідниках і діелектриках при кріогенних температурах. Одним з найважливіших для К. ефектів є надпровідність.
Практич. застосування надпровідності в К. базується в основному на ефекті Джозефсона, з яким пов'язане створення елементів ЕОМ, параметрич. підсилювачів, генераторних, змішувальних і детекторних схем, магнітометрів, болометрів, резонаторів, елементів антенно-фідерних пристроїв.
НП матеріали для К. підрозділяються на широкозонні і вузькозонні. Перші отримали широке
поширення в кріоелектронних параметрич. підсилювачах, транзисторних підсилювачах, змішувальних і
детекторних пристроях. На основі вузькозонних НП створені кріогенні магнітодіоди, ІЧ приймачі, лазери, біполярні транзистори, параметрич. і змішувальні НВЧ діоди.
Ряд діелектриків (зокрема, параелектрики — титаната стронцію, танталата калію, титанату кадмію) при
кріогенних температурах характеризуються яскраво вираженою залежністю діелектрич. проникності від
прикладеної напруги, що забезпечує можливість створення конденсаторів з електрично
керованою ємністю. На основі такого конденсатора створений параелектрич. параметрич. підсилювач.

## Області застосування кріоелектроніки. Сучасний стан та перспективи розвитку
Прилади К. знаходять все більш широке застосування в апаратурі для радіоастрономіч. досліджень з
використанням кріорадіометрів, вимірюв. апаратурі, медичній діагностичн. апаратурі (радіотермометрії, магнітокардіографія та ін), системах косміч. зв'язку, метеорології і т. д. Сучасні кріоелектронні малошумлячі приймально-підсилювальні пристрої характеризуються надзвичайно високою чутливістю (шумова температура досягає декількох К) і широкою смугою (10-15% від центр. частоти).
Перспективи розвитку К. пов'язані з пошуками нових матеріалів, зокрема щодо високотемпературних
надпровідників, наприклад на основі металооксидів (кераміки, на якій в 1987 отримана надпровідність при температурі ~ 100 К), вдосконаленням технології створення елементів мікронних і субмікронних розмірів, розвитком кріогенної техніки, розробкою багатофункціональних приладів в гібридно-інтегральному виконанні з різким зменшенням габаритних розмірів і поліпшенням техніко-економіч. характеристик кріогенних систем. До осн. напрямків розробок в області К. відносяться:
- підвищення частотного діапазону кріоелектронної приймально-підсил. систем водневого (або азотного) рівня охолодження на основі НП параметрич. підсилювачів до верх. межі сантиметрового діапазону довжин хвиль;
- створення кріоелектронних малошумлячих високонадійних і дешевих транзисторних підсилювачів

сантиметрового і міліметрового діапазонів довжин хвиль на транзисторах з високою рухливістю електронів (НЕМТ-транзисторах);
- освоєння міліметрового і субміліметрового діапазонів довжин хвиль на основі

змішувальних (на діодах з бар'єром Шотткі), НП параметрич. і надпровідникових приладів з гранично малими шумами;
- вдосконалення і пром. випуск ІЧ приймачів різн. рівня охолодження;
- створення і пром. випуск надпровідникових приладів для обчисл. техніки, а також надпровідникових

магнітометрів, високостабільних генераторів, резонаторів, фільтрів, детекторів;
- підвищення ступеня інтеграції кріоелектронних НВЧ приладів з використанням в одному кріостаті різн. функціон. вузлів (охолоджуваних малошумлячих антен, підсилювачів, стабіліз. генераторів, фільтрів тощо).